# اسپرینگ‌فیلد (سیمپسون‌ها)
اسپرینگ‌فیلد (به انگلیسی: Springfield) یک شهر خیالی است که موجودات زرد رنگ داستان سیمپسون‌ها در آن زندگی می‌کنند.
شهر در یکی از ایالت‌های آمریکا قرار گرفته اما، موقعیت جغرافیایی این شهر به‌طور دقیق معلوم نیست و ممکن است از قسمتی به قسمت دیگر در داستان تغییر کند.
مت گرونینگ درباره ی موقعیت مکانی یا نقشه ی کامل شهر در مصاحبه هایش دقیق نگفته است ولی تا آنجایی که می دانیم در آن یک کلیسا، یک نیروگاه اتم هسته ای، کلاب ها و مکان های رایج شهرهای دیگر امریکا در آن وجود دارد و نمای زیبایی از دور دارد و حروف s-p-r-i-n-g f-i-l-e-d را میشود از دور دید مانند شهر هالیوود.

## نام‌گذاری
مت گرینینگ خالق سیمپسون‌ها دربارهٔ انتخاب نام اسپرینگ‌فیلد در مصاحبه‌ ای با مجله مؤسسه اسمیتسونین می‌گوید «به دلیل اینکه «اسپرینگ ‌فیلد» یکی از پرکاربرد ترین اسم‌ها در بین شهرهای آمریکا بود، برای ایجاد نزدیکی بیشتر میان مردم و این کارتون این اسم را انتخاب کردم.»
پیش ‌شماره تلفن اسپرینگ‌ فیلد ۶۳۶ (مربوط به ایالت‌های میزوری، سنت چارلز کاونتی و سنت لوییس کاونتی غربی) و ۹۳۹ (مربوط به پورتوریکو) است.
در سیمپسون‌ها (فیلم) چندین شهر با نام یکسان «اسپرینگ‌فیلد» برای به دست آوردن میزبانی یک جشن با هم به رقابت پرداختند که در پایان، شهر اسپرینگ‌فیلد در ایالت ورمونت به پیروزی رسید.

## شهر
شهر اسپرینگ‌فیلد در سال ۱۹۷۶ توسط گروهی به رهبری Jebdiah Springfeild بنا شد. جبدیاه پس از خواندن انجیل تصمیم به پیدا کردن شهر
«سدوم جدید» می‌کند. او و گروهش پس از جستجو شهری را به این شکل نمی‌یابند. پس از این اتفاق نیمی از افراد، گروه را ترک می‌کنند؛
آن‌ها بعد از مدتی شهر شلبی‌ویل -رقیب اسپرینگ‌فیلد- را بنا می‌کنند و افراد باقی‌مانده نیز شهر جدید خود با نام اسپرینگ‌فیلد را در کنار شلبی‌ویل برپا کردند.
اوج قدرت شهر اسپرینگ‌فیلد در منطقه در نیمه قرن بیستم رقم خورد؛ هنگامی که اولین کارخانهٔ سازنده ماشین‌های دوزیست(به انگلیسی: Aquacar) در آمریکا در این شهر افتتاح شد.

## طبیعت و محیط زیست
شهر سیمپسون‍ها پر از زیبایی‌های طبیعی است. مهم‌ترین مناطق این شهر عبارتند از:
| جنگل ملی اسپرینگ‌فیلد                                |
| دره اسپرینگ‌فیلد                                     |
| کوه آتشفشانی Mt. Springfield                        |
| صحرای اسپرینگ‌فیلد غربی (سه برابر بزرگتر از تکزاس!!) |
| بدبوم اسپرینگ‌فیلد (همچنین: Alkali Flats)            |
| کوه عظیم Murderhorn                                 |
| یخچال طبیعی اسپرینگ‌فیلد                             |
| پارک ملی Mt.Useful                                  |
| تخت‌تپه اسپرینگ‌فیلد                                  |
| پارک ملی اسپرینگ‌فیلد                                |
| منطقه مرموز اسپرینگ‌فیلد                             |

آلودگی بیش از اندازهٔ طبیعت اسپرینگ‌فیلد مردم را مجبور کرد تا شهری جدید در فاصله ۵ کیلومتر دورتر از شهر قدیمی بسازند.
مواد پرتوزای  حاصل از فعالیت‌های هسته‌ای باعث جهش ژنتیکی در ماهی‌های دریاچهٔ اسپرینگ‌فیلد شده‌اند و جو بالای شهر به قدری اسیدی و آلوده ‌است که اندازه یک ستاره دنباله‌دار پس عبور از آن به اندازهٔ یک سیب شد.

## سیاست، دین و رسانه‌ها
شهردار اسپرینگ‌فیلد Joe Quimby از حزب دموکرات است در حالی که نماینده شهر در مجلس نمایندگان ایالات متحده آمریکا
Herschel Krustofsky از اعضای حزب جمهوری‌خواه است.فساد سیاسی و رشوه‌گیری پلیس در شهر معمول است.
شهر اسپرینگ‌فیلد دارای چندین پرستشگاه برای ادیان مختلف می‌باشد که شامل: کلیسای جامع، ویهارا (پرستشگاه بودایی‌ها)، کلیسای AME و کنیسه می‌باشد.
KBBL Broadcasting Inc به عنوان اصلی‌ترین شرکت تولید و پخش رسانه‌ای شناخته می‌شود که حداقل ۳ کانال رادیویی و ۱ کانال تلویزیونی دارد.The Springfield Shopper نیز روزنامه شهر اسپرینگ‌فیلد است.

## محله‌ها و تفریحات
شهر به چندین محله تقسیم شده که عبارتند از: لانهٔ موش‍ها، محلهٔ ژنده‌پوش‌ها، شهر چینی‌ها، کراکتون، اسپرینگ‌فیلد شرقی، شهر یونانی‌ها، شهر روسی‌ها، جانکی‌ویل، بانکوک کوچک، ایتالیا کوچک، نوارک کوچک، استکهلم کوچک، سیاتل کوچک، شهر سیاه‌پوست‌ها(Ethnicton)، منطقه یهودی‌نشین شرقی، مزرعه دورافتاده، محلهٔ ولگردان، بندرگاه اسپرینگ‌فیلد، ارتفاعات اسپرینگ‌فیلد، خیابان هیپریون، اسپرینگشایر،
شهر تبت، محلهٔ ثروتمند ویورلی هیلز (مشابه از بورلی هیلز)، بخش اسپروکلین، منطقهٔ فلیمبل (به انگلیسی: Flammable District) منطقهٔ فست‌فود، اوکراین کوچک، منطقهٔ نیروگاه هسته‌ای و دهکدهٔ لینکلن پارک.
در سال‌های قبل، اسپرینگ فیلد با داشتن یک خانهٔ اپرا، یک تماشاخانه روباز، یک درختستان و یک صحنه برای اجرای موسیقی جاز، مرکز تفریحی ایالت خود به حساب می‌آمد.

## مراکز آموزش عالی
| دانشگاه اسپرینگ‌فیلد          |
| دانشگاه A&M اسپرینگ‌فیلد      |
| دانشگاه ارتفاعات اسپرینگ‌فیلد |
| مؤسسهٔ آموزش عالی اسپرینگ‌فیلد |

## موزه‌ها
| موزه اسپرینگ‌فیلد              |
| اسپرینگ‌فیلد نالجیوم           |
| موزه تاریخ طبیعی اسپرینگ فیلد |
| موزهٔ اره ماهی                 |
| موزهٔ اسپرینگسونیان            |
| موزه تمبر                     |

اسپرینگ‌فیلد یک فرودگاه بین‌المللی، دو خط مترو، یک خط قطار و … دارد.

## ورزش
تیم‌های مختلفی از این شهر در لیگ‌های معتبر آمریکا مسابقه می‌دهند که عبارتند از:
| تیم                     | لیگ                            |
| ----------------------- | ------------------------------ |
| Springfield Isotopes    | Minor League Baseball          |
| Springfield Atoms       | NFL                            |
| Springfield Excitement  | NBA (نام پیشین:Austin Celtics) |
| Springfield Ice-O-Topes | NHL                            |

## نیروگاه هسته‌ای اسپرینگ‌فیلد
این نیروگاه که به عنوان منبع اصلی انرژی شهر محسوب می‌شود توسط Montgomery Burns اداره می‌شود. بی‌توجهی‌های آقای برنز و کارکنانش باعث شده تا محیط زیست و ساکنان شهر اسپرینگ‌فیلد در خطر قرار بگیرند. این نیروگاه چندین بار دچار ذوب سوخت هسته‌ای شده و حداقل یک بار منفجر شده‌است.
کارکنان این نیروگاه:
- مدیر و مالک: آقای برنز
- معاون مدیر: Waylon Smithers
- بازرس امنیتی: هومر سیمپسون
- کارگران: Lenny Leonard, Carl Carlson و …

## کسب و کار

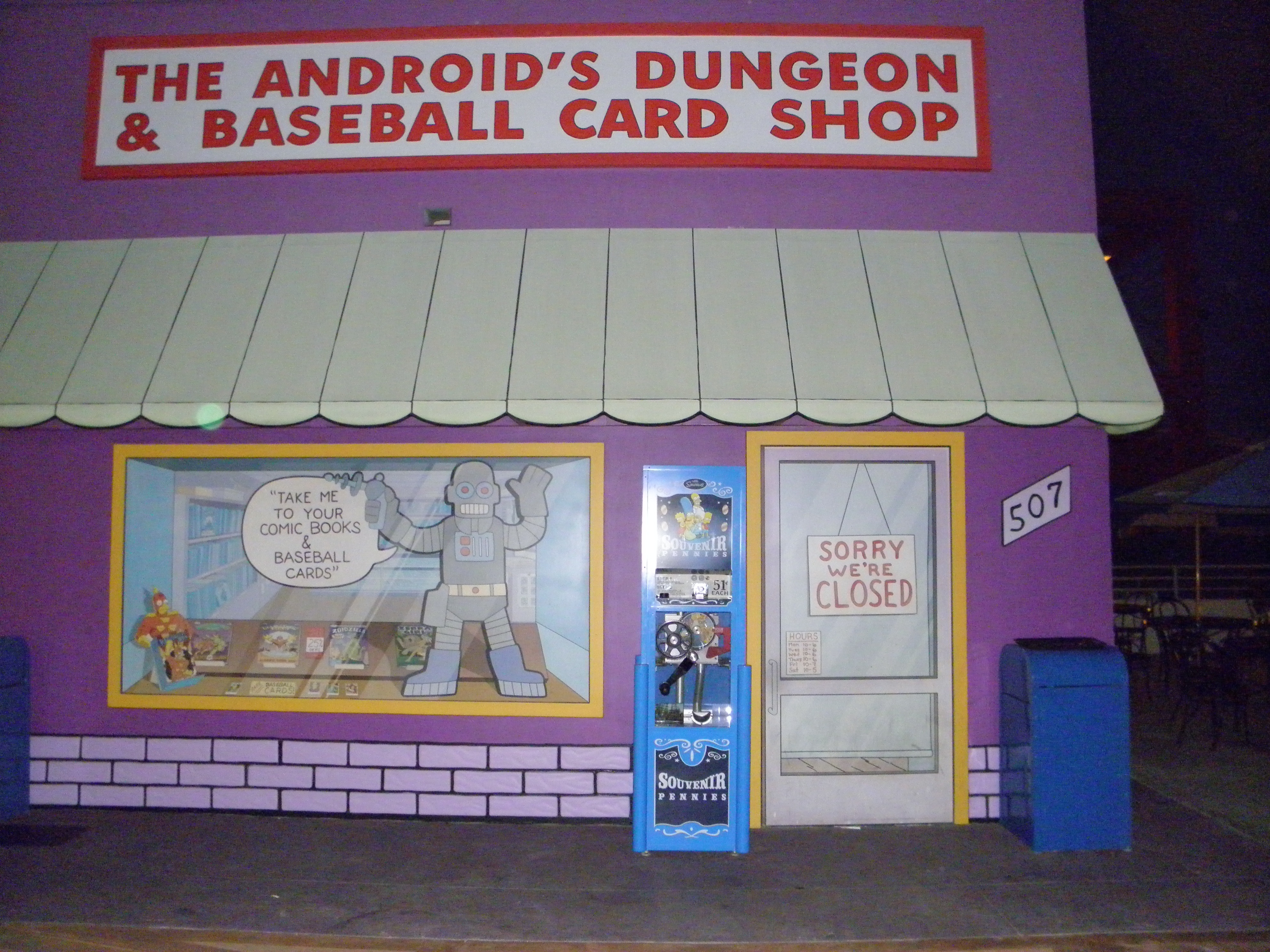
سیاه‌چال اندروید و فروشگاه کارت بیسبال

### کویک-ای-مارت
یک فروشگاه است که یک شخص هندی به نام Apu Nahasapeemapetilon آن را اداره می‌کند. دفتر مرکزی این فروشگاه در رشته کوه‌های هیمالیا قرار دارد.

### سیاه چال اندروید و فروشگاه کارت بیسبال
اصلی‌ترین کار The Android's Dungeon & Baseball Card Shop فروش کتاب‌های کمیک است. Jeff Albertson که به مرد کمیک بوکی معروف است، مالک این فروشگاه است.

### تئاتر آزتک
آزتک، تئاتر قدیمی و بالاشهر اسپرینگ‌فیلد است که برای اولین بار در قسمت هشتم فصل ۱ معرفی شد.
به غیر از موارد بالا چندین محل دیگر نیز وجود دارند که برخی از آن‌ها عبارتند از: Try-N-Save، مجتمع تجاری اسپرینگ‌فیلد، The Leftorium(اجناس این فروشگاه تنها مخصوص افراد دست چپ است)، King Toots و …